# Eastar Jet
Eastar Jet (ESR) (em hangul: 이스타 항공; rr: Iseuta Hanggong) é uma companhia aérea sul-coreana de baixo custo com sede em Seul. Sua base principal é o Aeroporto Internacional de Incheon, Aeroporto Internacional de Jeju e o Aeroporto Internacional de Gimpo.

## História
A Eastar Jet foi estabelecido em 26 de outubro de 2007 e adquiriu seu Certificado de Operador Aéreo em 6 de agosto de 2008. Em 7 de janeiro de 2009, a Eastar Jet lançou seu primeiro voo comercial de Seul para Jeju com um Boeing 737. Iniciou os serviços entre Cheongju e Jeju em 12 de junho de 2009. Seis meses depois, em 24 de dezembro de 2009, a Eastar Jet lançou seu primeiro voo internacional de Incheon para Kuching, na Malásia. Dois anos após o início das operações, a companhia aérea atingiu a marca de 1 milhão de passageiros transportados em 6 de janeiro de 2010.
A companhia aérea entrou na U-FLY Alliance em 27 de julho de 2016.
Em agosto de 2020, a Eastar Jet avançou para fusões e aquisições e selecionou três empresas. A Eastar Jet também iniciou uma reestruturação. O plano inclui a redução de sua frota de 16 aeronaves para 4 e reduzir a força de trabalho de 1.200 para 400, porém a Jeju Air recontratará todos os seus funcionários demitidos.
Em 17 de junho de 2021, foi anunciado que a Eastar Jet seria adquirida por mais de US $ 97 milhões pela incorporadora imobiliária e licitante Sung Jung, após um leilão para a companhia aérea.

## Frota

### Frota atual

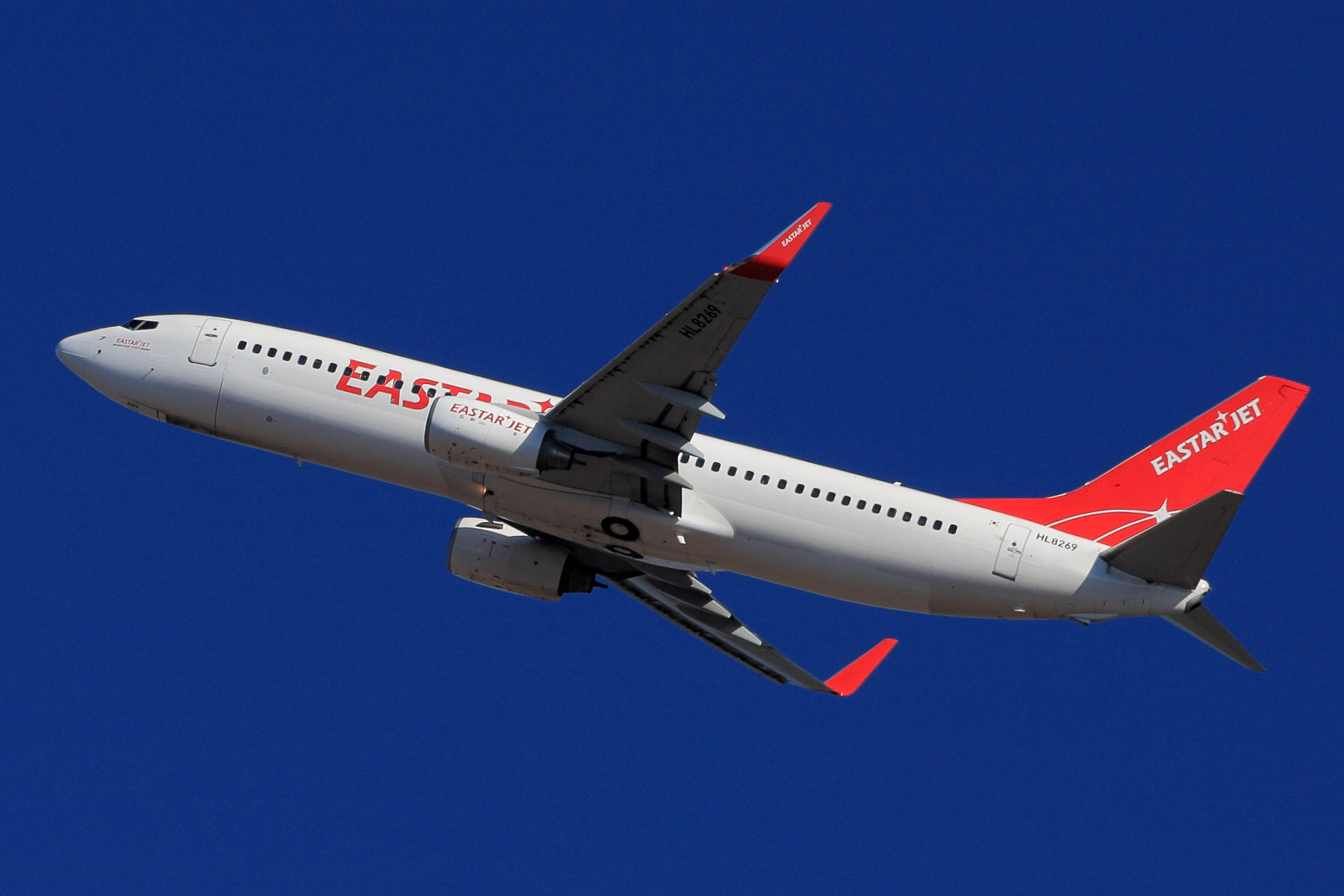
Um Boeing 737-800 da Eastar Jet

A frota da Eastar Jet consiste nas seguintes aeronaves (Dezembro de 2021):
| Aeronaves      | Em Serviço | Ordens | Passageiros | Notas |
| -------------- | ---------- | ------ | ----------- | ----- |
| Boeing 737-800 | 2          | –      | 189         |       |
| Total          | 2          | 0      |             |       |

### Frota Histórica

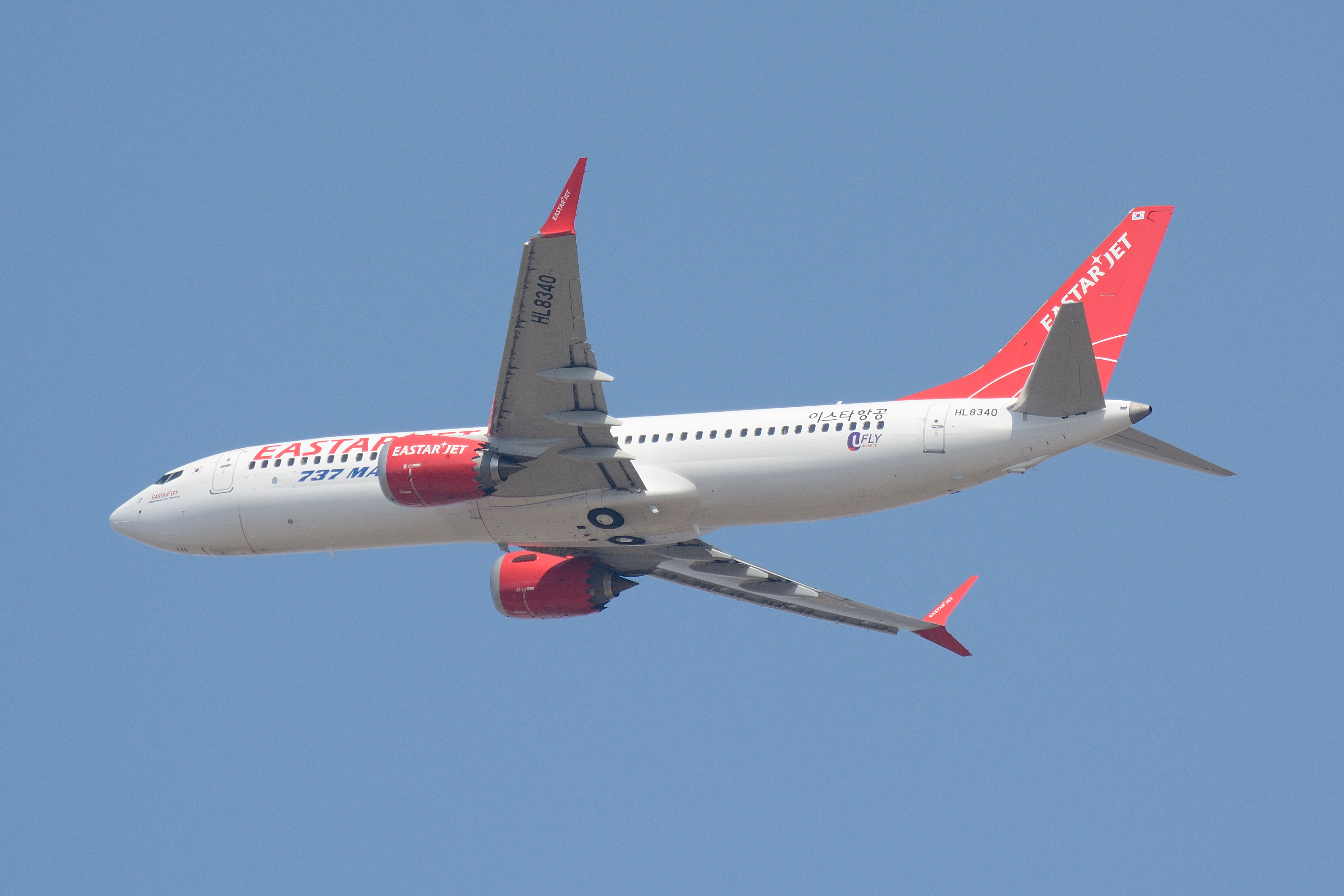
Um Boeing 737 MAX 8 da Eastar Jet

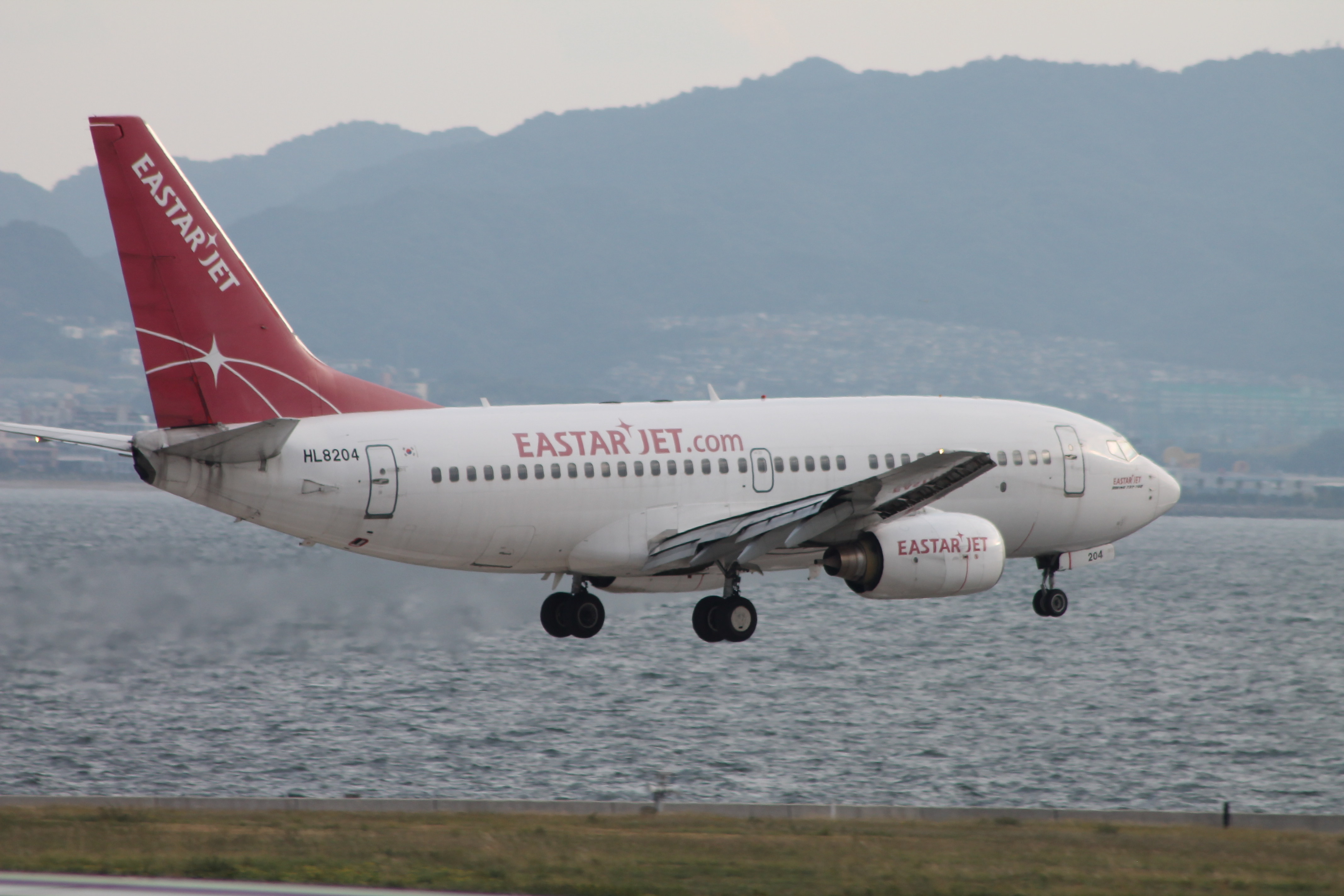
Um Boeing 737-700 da Eastar Jet

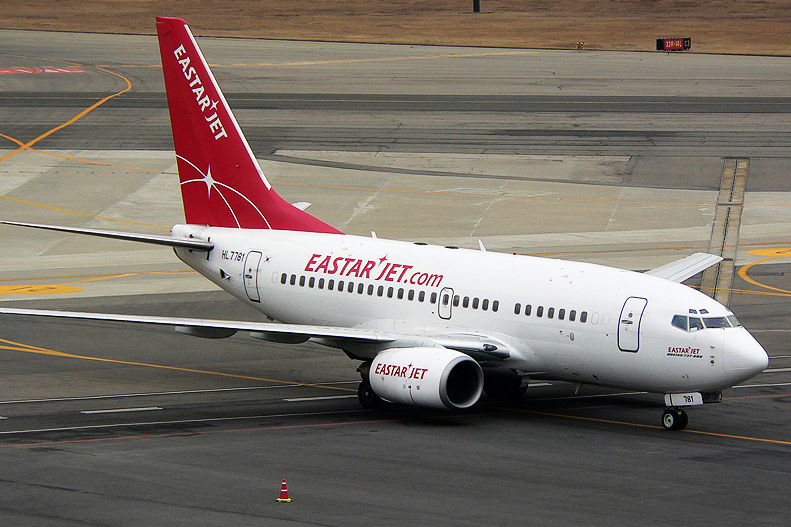
Um Boeing 737-600 da Eastar Jet

A frota da Eastar Jet também consistiu nas seguintes aeronaves:
| Aeronaves        | Total | Período de operação | Notas |
| ---------------- | ----- | ------------------- | ----- |
| Boeing 737-800   | 10    | 2012-2020           |       |
| Boeing 737-700   | 6     | 2009-2018           |       |
| Boeing 737-900ER | 2     | 2017-2020           |       |
| Boeing 737 MAX 8 | 2     | 2018-2021           |       |
| Boeing 737-600   | 1     | 2008-2013           |       |
| Total            | 21    |                     |       |